# Achyrolimonia claggi
Achyrolimonia claggi är en tvåvingeart som först beskrevs av Alexander 1931.  Achyrolimonia claggi ingår i släktet Achyrolimonia och familjen småharkrankar. Inga underarter finns listade i Catalogue of Life.